# Heinz Ollesch
Heinz Ollesch (ur. 27 listopada 1966 w Rosenheim) – niemiecki trójboista siłowy i strongman.
Najlepszy niemiecki strongman w historii tego sportu. Dwunastokrotny Mistrz Niemiec Strongman w latach 1994, 1995, 1996, 1997, 1998, 1999, 2000, 2001, 2002, 2003, 2004 i 2006. Wicemistrz Europy Strongman 1996. Drużynowy Mistrz Świata Strongman w latach 2001 i 2002.

## Życiorys
Heinz Ollesch rozpoczął treningi siłowe w wieku osiemnastu lat, w 1984 r. Zadebiutował na międzynarodowych zawodach siłaczy w 1994 r.
Wziął udział łącznie osiem razy w indywidualnych Mistrzostwach Świata Strongman, w latach 1994, 1995, 1996, 1997, 1998, 2001, 2002 i 2003. Najwyższa lokata jaką zajął w tych zawodach, to czwarte miejsce na Mistrzostwach Świata Strongman 1995. Tym samym, ex aequo z Rudolfem Küsterem, jest tym niemieckim siłaczem, który zdobył najwyższą lokatę dla Niemiec w całej historii tych zawodów. W Mistrzostwach Świata Strongman 1994, Mistrzostwach Świata Strongman 1996, Mistrzostwach Świata Strongman 1998, Mistrzostwach Świata Strongman 2001, Mistrzostwach Świata Strongman 2002 i Mistrzostwach Świata Strongman 2003 nie zakwalifikował się do finałów.
Obecnie jest trenerem, promotorem i popularyzatorem sportu strongman.
Mieszka w Großkarolinenfeld, w Bawarii.
Wymiary:
- wzrost 191 cm
- waga 150 kg
- biceps 56 cm
- klatka piersiowa 150 cm

Rekordy życiowe:
- przysiad 360 kg
- wyciskanie 250 kg
- martwy ciąg 340 kg

## Osiągnięcia strongman
- 1994
  - 1. miejsce – Mistrzostwa Niemiec Strongman
  - 4. miejsce – Mistrzostwa Europy Strongman 1994
- 1995
  - 1. miejsce – Mistrzostwa Niemiec Strongman
  - 4. miejsce – Mistrzostwa Europy Strongman 1995
  - 1. miejsce – Strongest Viking on Earth, Dania
  - 1. miejsce – Strongest Man of Earth, Islandia
  - 3. miejsce – Manfred Höberl Classic
  - 4. miejsce – Mistrzostwa Świata Strongman 1995
- 1996
  - 1. miejsce – Mistrzostwa Niemiec Strongman
  - 2. miejsce – Mistrzostwa Europy Strongman 1996
- 1997
  - 1. miejsce – Mistrzostwa Niemiec Strongman
  - 6. miejsce – Drużynowe Mistrzostwa Świata Par Strongman 1997
  - 8. miejsce – Mistrzostwa Europy Strongman 1997
  - 6. miejsce – Mistrzostwa Świata Strongman 1997
- 1998
  - 1. miejsce – Mistrzostwa Niemiec Strongman
  - 10. miejsce – Mistrzostwa Europy Strongman 1998 (kontuzjowany)
  - 9. miejsce – Drużynowe Mistrzostwa Świata Par Strongman 1998
- 1999
  - 1. miejsce – Mistrzostwa Niemiec Strongman
- 2000
  - 1. miejsce – Mistrzostwa Niemiec Strongman
- 2001
  - 1. miejsce – Mistrzostwa Niemiec Strongman
  - 9. miejsce – Super Seria 2001: Praga
  - 1. miejsce – Drużynowe Mistrzostwa Świata Strongman, Kanada
- 2002
  - 1. miejsce – Mistrzostwa Niemiec Strongman
  - 6. miejsce – Drużynowe Mistrzostwa Świata Par Strongman 2002
  - 1. miejsce – Drużynowe Mistrzostwa Świata Strongman, Kanada
- 2003
  - 1. miejsce – Mistrzostwa Niemiec Strongman
- 2004
  - 1. miejsce – Mistrzostwa Niemiec Strongman
  - 8. miejsce – Drużynowe Mistrzostwa Świata Par Strongman 2004
- 2005
  - 5. miejsce – Grand Prix IFSA Strongman 2005
  - 7. miejsce – Grand Prix IFSA Danii
- 2006
  - 1. miejsce – Mistrzostwa Niemiec Strongman

## W filmie
- 2005
  - Revenge of the Warrior (Tom Yum Goong) - prod. Tajlandia